# Gregers Kristian von Haxthausen
Gregers Kristian von Haxthausen zu Thienhausen, Hemsen und Nienfeld (* 1. Februar 1732 in Kopenhagen; † 10. Juli 1802 ebenda) war ein dänischer Adliger und Minister.

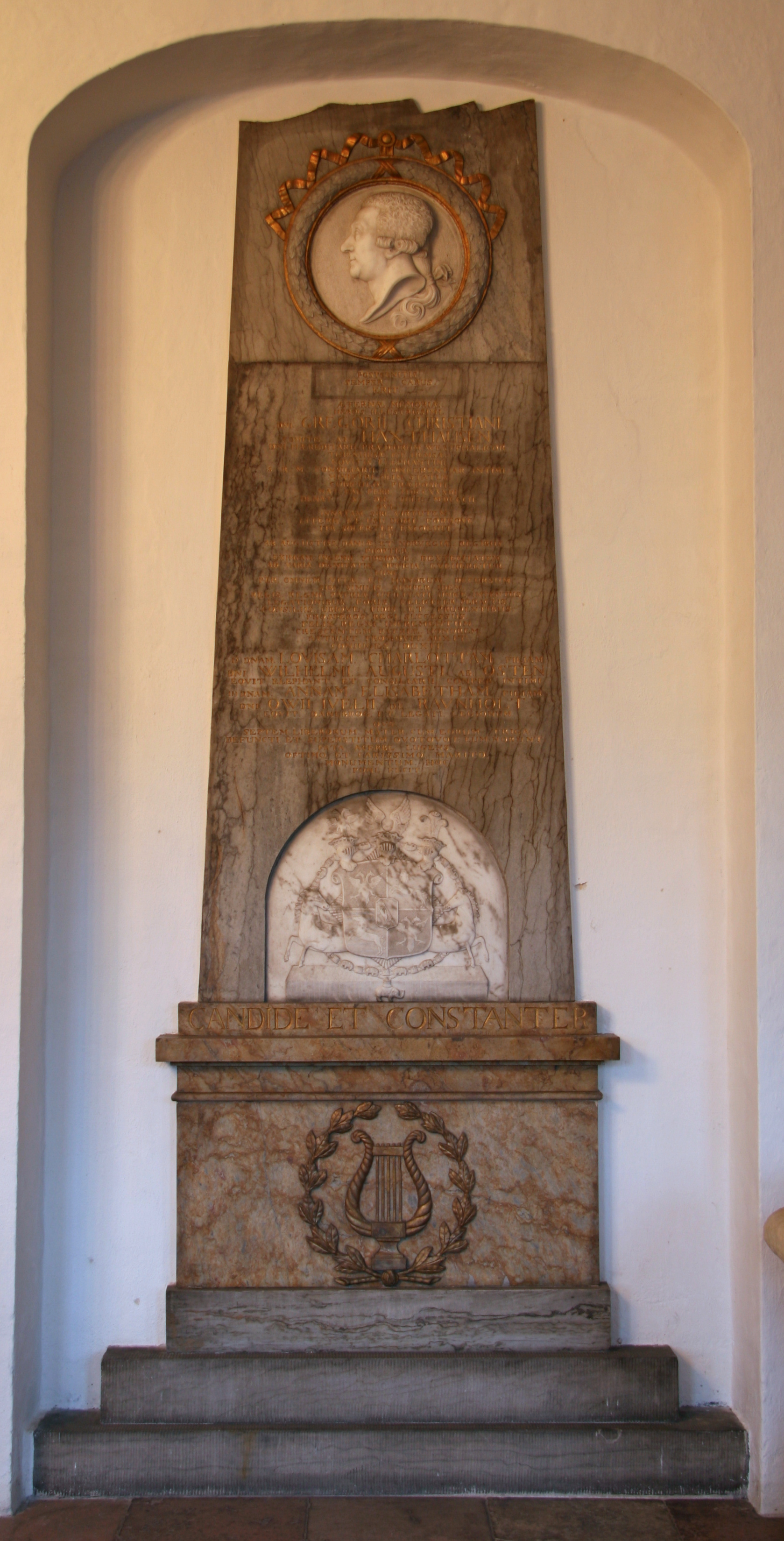
Epitaph Haxthausen in Holmens Kirke in Kopenhagen (1802)

## Leben
Von 1787 bis 1790 war Graf Haxthausen Amtmann von Seeland und in dieser Eigenschaft gleichzeitig Amtmann der Färöer mit Sitz in Kopenhagen.
Er war ein Sohn von Christian Frederik von Haxthausen (1690–1740) und Margrethe Hedevig, geborene Juel (1702–1752). Am 1. März 1758 heiratete er Louise Charlotte von der Osten (1735–1766). Nach ihrem frühen Tode ehelichte er am 18. September 1767 Anna Elisabeth Juul von Ravnholt (1750–1813). Zusammen hatten sie den Sohn Ove Christian von Haxthausen (1777–1842), einen späteren Generalmajor und Oberhofmarschall.